# Vaterpolo Klub Singidunum
Il Vaterpolo Klub Singidunum è una squadra di pallanuoto che ha sede a Belgrado, in Serbia.

## Storia
Il club viene fondato il 1º giugno 2008 ed entra a far parte della Federazione Serba di Pallanuoto il 14 novembre dello stesso anno. Partecipa al suo primo campionato in occasione della stagione 2008-09, inquadrato in Prva B Liga, la seconda divisione serba, concludendo al quarto posto.
Il secondo posto ottenuto nel 2009-10 permette al Singidunum di prendere parte allo spareggio per la promozione, da cui però esce sconfitto nel derby belgradese contro lo Student, squadra di prima divisione. La stagione successiva si conclude con un terzo posto.
Il 2011-12 segna la prima promozione in massima divisione del club, dopo aver conquistato il primo posto in Prva B Liga. Segue, tuttavia, l'immediata retrocessione l'anno dopo, a seguito della sconfitta nel playoff contro il Nais, campione di seconda divisione.
Ritrovatosi in Prva B Liga, il Singidunum riesce a vincere di nuovo il campionato e a ottenere una nuova promozione in occasione del 2014-15.